# Plume Latraverse
Pour les articles homonymes, voir Plume (homonymie) et Latraverse.
Michel Latraverse, dit Plume Latraverse, est un auteur-compositeur-interprète, peintre et écrivain québécois, né le 11 mai 1946 à Montréal. Il est l'un des représentants les plus significatifs de la contre-culture québécoise.

## Biographie
Michel Latraverse, dit Plume Latraverse, voit le jour le 11 mai 1946 à Montréal,. À la fin des années 1960, il forme, en collaboration avec Pierre Léger, dit Pierrot le fou, et Pierre Landry, dit le docteur Landry, le groupe La Sainte Trinité. Après un unique album avec Landry, fruit de cette aventure, Latraverse opte pour la carrière solo. Il réalise quelques albums, dont son deuxième album, Plume pou digne, qui le met sur la carte, avec des chansons-phares comme Calvaire (Volver) et Rideau (« Si vous payez le cognac gnac gnac »). Il s'associe ensuite à Stephen Faulkner, qu'il surnomme Cassonade (1972-1975). Leur album Pommes de route fait époque, notamment sur la pochette avant de l'album, où Latraverse a un des deux pieds « dans'marde » et la légende de l'image dit « Tant qu't'as pas les deux pieds dedans… ».
Le duo se produit pour la dernière fois à la Chant'Août, à Québec. Plume devient vite l'un des représentants les plus significatifs de la contre-culture québécoise.
Plume puise la plupart des thèmes de ses chansons dans le quotidien. Il parle notamment de la pauvreté et de la réalité quotidienne des classes populaires. Une caractéristique de l'oeuvre de Plume Latraverse est son utilisation du personnage du « mauvais pauvre » (bum). Ce personnage permet le renversement des normes établies et des valeurs dominantes en mettant de l’avant les idéaux d’un marginal. La figure du bum est également un moyen pour l’auteur-compositeur-interprète de proposer un modèle de réussite basé sur la liberté de l’individu, celle-ci résidant dans sa capacité à se soustraire des carcans de la société dominante.
Au cours d'une tournée européenne (1979-1980), il présente un spectacle au Festival du printemps de Bourges et reçoit le Prix du premier ministre de France (Prix international de la jeune chanson) et le Prix pop-rock, accordé au meilleur parolier québécois. Après que le réalisateur Carl Brubacher eut tourné sa biographie filmée, Ô rage électrique, Plume présente son Show d'à diable (1984), où il fait de faux adieux officiels, mais non définitifs au monde de la scène. Il se consacre aussi à la peinture. Il publie la majorité de ses textes de chansons et fait également paraître deux romans, Striboule et Contes-gouttes (ou le Pays d'un reflet). En 1983, il reçoit le prix Georges-Lenouël en France pour la qualité littéraire de son album Métamorphoses, Tome I, paru en 1982.
En 1983, il part en tournée avec le groupe québécois Offenbach, le claviériste qui l'accompagne est Pierre Flynn du défunt groupe Octobre. L'album live À fond d'train est publié et donne un bon aperçu de cette tournée.
Plume Latraverse réalise par la suite de très nombreux albums de chansons, revenant au rock de façon régulière avec de solides albums comme Mixed Grill (1998) et Chants d'épuration (2003).
Il est toujours actif sur scène, préférant maintenant l'ambiance intimiste de la formule cabaret, qui met bien en valeur la qualité de ses chansons. En 2025, Plume Latraverse entame sa tournée intitulée Rémissionnaire.

## Œuvres

### Albums
- Triniterre (1971), avec le Docteur Landry

— Rééditions vinyle et cassette en 1974, 1982 et 1993
- Plume pou digne (1974)
- Le vieux show son sale (1975), avec Serge Chapleau et le groupe Cellule 3
- Pommes de route (1975), avec Cassonade

— Réédité en 1995
- À deux faces (1976)
- All Dressed (1978)

— Réédité en 1995
- Chirurgie plastique (1980)
- French Tour 1980 (Fausse représentation) (1981)

— Aussi paru en Europe
- Livraison… par en arrière (1981)

— Réédité en 1997
- Métamorphoses, Tome I (1982)
- Autopsie canalisée (1983)
- Les Mauvais Compagnons (Métaphormoses II) (1984)
- Insomnifère (Méphatormoses III) (1985)
- D'un début… à l'autre (1987) (chansons compilées et originales)
- Chansons pour toutes sortes de monde (1990)
- Chansons nouvelles (1994)

— Réédité en 2008 sous le titre Chansons nouvelles revisitées
- Mixed Grill (1998)
- Chants d'épuration (2003)
- Hors-saisons (2007)
- Plumonymes (2008)
- Rechut! (Odes de ma tanière) (2016)

### Albums live
- En noir et blanc (1976)

— Réédité en 1997
- Plume à l'Outremont (1977)
- À fond d'train (avec Offenbach; 1983)
- Vingtemps (2001)

### Compilations
- Les Plus Pires Succès de Plume (1978)

— Paru en Europe sous le titre Plume Latraverse
- Chansons pour l'élite (1979)

— Paru en Europe
- Chansons inédites, inusitées, compilatoires et complémentaires, etc. (1986)

— Paru en Europe
- D'un début… à l'autre (1987)

— Chansons compilées et originales
- Le lour passé de Plume Latraverse Vol. I (1989)
- Le lour passé de Plume Latraverse Vol. II (1989)
- Le lour passé de Plume Latraverse Vol. III (1990)
- Le lour passé de Plume Latraverse Vol. IV (1992)
- Le lour passé de Plume Latraverse Vol. V (1995)

### Singles
- 1990 Tant qu'on pourra, Disques Dragon 45-004
- 1990 La ballade de Sandale et Gandhi / La ballade de Sandale et Gandhi, Disques Dragon 45-002
- 1987 La piste cyclable / Ti-Gars, CBS C5-3005
- 1984 Parade de mode / Descente aux enfers, CBS C5-4361
- 1983 Dis-moé / On peut pas tout avoir, CBS C5-4340
- 1982 Le fermier Jean / Valse cliché, CBS C5-4303
- 1981 4 ans après... / Élégie, CBS C5-4280
- 1980 Marie-Lou / Le grand barda, CBS C5-4164
- 1979 Salut Trenet / Cul-d'sac rock, Deram 672
- 1978 Moignon donc / New-Orleans, Deram 668
- 1977 Le grand barda / Marie-Lou, Columbia C5-4164
- 1976 La p'tite vingnienne pis l'gros torrieu / Houba houba, Disque Bleu 100
- 1976 Salusoleil / Le retour à la terre, Deram 581
- 1975 La bienséance / U.F.O., Deram 557
- 1975 Bobépine / Lit vert, Deram 527
- 1975 Rideau (version censurée) / Bossa-Mota, Deram 507

### Collaborations
- 2014 Duos improbables 2

— Plume chante avec Marie-Michèle Desrosiers la chanson  Vous Qui Passez Sans Me Voir
- 2009 Bob Harrisson - Entre nous

— Plume a écrit le texte de la chanson Un chat dans'gorge
- 2008 Douze Hommes Rapaillés Chantent Gaston Miron

— Plume a chanté la chanson Désemparé
- 2006 Martin Deschamps - Intense

— Plume a écrit la chanson Fais-moi peur qu'il chante en duo avec Deschamps
- 1995 Dan Bigras - Le Fou du diable

— Plume a écrit les textes des chansons Le Roi Kakail et Quand Les Clochards (il y fait aussi lecture au début de cette 2e pièce)
- 1993 Renée Claude - Georges Brassens, j'ai rendez-vous avec vous

— Plume a écrit une adaptation québécoise du 2e couplet et du 2e refrain de la chanson La ronde des jurons de Brassens
- 1988 Gerry Boulet - Rendez-vous doux

— Plume a écrit les textes des chansons Plus Ou Moins et Deadline
- 1984 Gerry Boulet - Presque 40 ans de blues

— Plume a écrit les chansons Le Roi D'la Marchette, Nostalgie, Le Serre Volant et Elle et Moi
- 1983 Offenbach - Tonnedebrick

— Plume a écrit les textes des chansons Prends pas tout mon amour et Pauvre Mari
- 1981 Offenbach - Coup de Foudre!!

— Plume a écrit les textes des chansons Palais Des Glaces et Poison Rouge
- 1976 Le Clan Murphy - Le Cœur et la Raison

— Plume a écrit les textes de la chanson La Phâble De Latraverse
- 1974 Gilles Valiquette - Du même nom

— Plume chante dans la pièce 1954

### Filmographie
- La Tendresse ordinaire (Jacques Leduc, 1973)

— Plume y interprète Chanson niaiseuse et Ti-Jésus
- Babel 78 (réalisé par Plume Latraverse, 1973)
- Ô rage électrique! (Carl Brubacher, 1985)
- Scoop (2 épisodes, mars 1992)[11],[12]
- La Liberté en colère (Jean-Daniel Lafond, 1994)

### Romans et recueils de textes
- 1983 : Cris et écrits (dits et inédits)  (ISBN 2892780004)
- 1987 : Contes gouttes ou le pays d'un reflet  (ISBN 2890052494)
- 1990 : Chansons pour toutes sortes de monde
- 1993 : Pas d'admission sans histoire  (ISBN 2890055280)
- 1994 : Chants Lybres  (ISBN 2890055981)
- 1995 : Striboule  (ISBN 2890056090)
- 2001 : Tout Plume… ou presque
- 2014 : Tout Plume... ou presque  (ISBN 978-2-89295-400-5) : Cette anthologie (presque) intégrale a été augmentée des textes des albums des années 2000 : Chants d'épurations, Hors-saisons et Plumonymes. Elle compte au total 272 chansons.

### Contes
- 1981 : L'Aventure de Waï-Waï le castor canadien
- 1996 : Joyeux Gustave, Noël! (Le party des orphelins)  (ISSN 0225-1582)

## Lauréat et nomination

### Gala de l'ADISQ

#### artistique
| Année | Catégorie                                                  | Pour                                        | Résultat   |
| ----- | ---------------------------------------------------------- | ------------------------------------------- | ---------- |
| 1979  | disque de l'année / auteur-compositeur-interprète          | All Dressed                                 | nomination |
| 1981  | artiste s'étant le plus illustré hors-Québec               | Plume Latraverse                            | nomination |
| 1982  | spectacle de l'année - musique et chansons                 | Joyeux Noël Gustave                         | nomination |
| 1983  | microsillon de l'année/auteur et/ou compositeur-interprète | Autopsie canalisée                          | nomination |
| 1984  | microsillon de l'année - rock                              | À fond d'train (avec Offenbach)             | nomination |
| 1985  | spectacle de l'année - musique et chansons rock            | Show d'Adiâble                              | nomination |
| 1991  | spectacle de l'année - populaire                           | Plume Latraverse - Francofolies de Montréal | nomination |
| 1995  | album de l'année - country/folk                            | Chansons nouvelles                          | nomination |
| 1995  | auteur ou compositeur de l'année                           | Plume Latraverse                            | nomination |
| 1999  | album de l'année - pop/rock                                | Mixed Grill                                 | nomination |
| 2002  | prix hommage                                               | Plume Latraverse                            | lauréat    |
| 2003  | interprète masculin de l'année                             | Plume Latraverse                            | nomination |

#### industriel
| Année | Catégorie                         | Pour             | Résultat   |
| ----- | --------------------------------- | ---------------- | ---------- |
| 1979  | pochette de l'année               | All Dressed      | nomination |
| 1980  | scripteur de l'année - spectacle  | Plume Latraverse | nomination |
| 2016  | scripteur de spectacle de l'année | Plume Latraverse | nomination |

### Autres prix
- 1980 : Prix Pop Rock (Prix accordé au meilleur parolier québécois)
- 1980 : Prix international de la jeune chanson (Prix du premier ministre de France)
- 1982 : Prix de la chanson de Tokyo
- 1982 : Prix Georges Lenouël (Disque le plus littéraire de l'année pour Métamorphose tome 1)
- 1994 : Prix Miroir de la chanson francophone au 27e Festival d'été de Québec
- 1994 : Médaille Jacques-Blanchet
- 1997 : Intronisé "Fier compagnon du Beaujolais" dans le cadre du Festival d'été de Québec
- 2002 : Prix Miroir de la chanson francophone au 35e Festival d'été de Québec
- 2012 : Prix Sylvain-Lelièvre (Carrière exceptionnelle d'auteur-compositeur) offert par la Société professionnelle des auteurs et des compositeurs du Québec (Spacq)
- 2018 : Médaille d'honneur de l'Assemblée nationale, 2018[26]
- 2023 : Prix excellence au Gala SOCAN[27]

### Écrits critiques sur Plume Latraverse
- 1998 Plume Latraverse et le cliché ironique : Les pauvres Par Gilles Perron  (ISSN 0316-2052)
- 2003 Plume Latraverse, masqué/démasqué Par Mario Leduc  (ISBN 2890314642)